# Камень (Злотовський повіт)
Камень (пол. Kamień) — село в Польщі, у гміні Злотув Злотовського повіту Великопольського воєводства.
Населення — 272 особи (2011).
У 1975-1998 роках село належало до Пільського воєводства.

## Демографія
Демографічна структура станом на 31 березня 2011 року:
|          | Загалом | Допрацездатний вік | Працездатний вік | Постпрацездатний вік |
| -------- | ------- | ------------------ | ---------------- | -------------------- |
| Чоловіки | 143     | 37                 | 98               | 8                    |
| Жінки    | 129     | 34                 | 78               | 17                   |
| Разом    | 272     | 71                 | 176              | 25                   |